# Sigara washingtonensis
Sigara washingtonensis är en insektsart som beskrevs av Hungerford 1948. Sigara washingtonensis ingår i släktet Sigara och familjen buksimmare. Inga underarter finns listade i Catalogue of Life.